# Kote Ganguru, Shimoga
Kote Ganguru là một làng thuộc tehsil Shimoga, huyện Shimoga, bang Karnataka, Ấn Độ.